# 木津雅晟
木津 雅晟（きづ まさあき、1946年（昭和21年）7月13日 - ）は、日本の政治家、僧侶。埼玉県三郷市長（5期）。元三郷市議会議員（3期）。父親は元三郷市長の木津三郎。

## 来歴
埼玉県北葛飾郡早稲田村（現・三郷市半田）生まれ。父親は元三郷市長の木津三郎。足立学園高等学校卒業。1969年（昭和44年）3月、大正大学文学部社会学科卒業。同年4月、三郷町役場に採用される。
1995年（平成7年）12月、三郷市半田にある萬音寺（真言宗豊山派）の住職となる。1996年（平成8年）9月、三郷市役所を退職。
1997年（平成9年）の三郷市議会議員選挙に立候補し初当選。市議を計3期務めた。
2006年（平成18年）10月の三郷市長選挙に立候補し、現職の美田長彦市長らを破り初当選を果たした。投票率は39.48％。11月14日、市長就任。
2010年（平成22年）、無投票により再選。2014年（平成26年）、無投票により3選。
2018年（平成30年）、元市議の西村繁之を破り4選。投票率は過去最低の25.11％。
2022年(令和4年) 、元市医師会会長の青木成夫を破り5選。投票率は30.30％。過去最低だった前回の投票率を上回った。